# María Dolores Baena Alcántara
María Dores Baena Alcántara (Córdoba, 5 de janeiro de 1962) é uma directora espanhola do Museu Arqueológico de Córdoba desde fevereiro de 2002 até à actualidade. É uma licenciada em História pela Universidade de Córdoba em 1985. Filha de Francisco Baena e Teresa Alcántara. Além disso, é Presidente do Conselho Social de Córdoba desde 2015 e trabalha na sua vocação, como arqueóloga.

## Estudos
Entre sua grande variedade de trabalhos e escritos encontramos:
- La Mezquita-Catedral de Córdoba (1986)
- Intervención Arqueológica de Urgencia en Avda. de las Ollerias (1990)
- Prospección arqueológica en la Autovía de Andalucía, variante de La Carlota (1990)
- La ciudad, museo vivo(1993)
- Corduba. Estructuración urbanística en el área del Foro Colonial (1993)